# Satembila
Satembila est une localité située dans le département de Tougouri de la province du Namentenga dans la région Centre-Nord au Burkina Faso. 

## Économie
L'économie du village repose essentiellement sur l'agriculture, mais également à la pratique par des groupes de femmes de production d'huile alimentaire à partir de son extraction manuelle des fruits des arbres Balanites aegyptiaca (ou dattier du désert), un projet soutenu par l'Alliance technique d'assistance au développement (ATAD) qui finance en 2015 un concasseur et une presse.

## Éducation et santé
Le centre de soins le plus proche de Satembila est le centre de santé et de promotion sociale (CSPS) de Namtenga tandis que le centre médical avec antenne chirurgicale (CMA) de la province se trouve à Boulsa.